# Tây Cát (đảo)
Tây Cát, (tiếng Trung: 西吉嶼; bính âm: Xījí Yǔ) là một đảo thuộc quần đảo Bành Hồ, Đài Loan. Đảo là cứ điểm trọng yếu trên tuyến hàng hải giữa đảo Đài Loan và Bành Hồ. Về mặt hành chính, đảo từng thuộc về thôn Tây Cát (đã bãi bỏ), hương Vọng An của huyện Bành Hồ, hiện đã nhập vào thôn Đông Cát. Hiện nay, đảo thuộc phạm vi Công viên hải dương quốc gia Nam Bành Hồ (gồm đảo Đông Cát, Tây Cát, Đông Dữ Bình, Tây Dữ Bình).
Đảo Tây Cát cách đảo Đông Cát 4,5 km. Do vị trí xa xôi, giao thông không thuận tiện, người dân khó mưu sinh nên dân số đảo giảm mạnh. Ngày 1 tháng 7 năm 1978, chính phủ hỗ trợ thôn di dời, đảo Tây Cát trở thành đảo hoang.